# Pedee Indijanci
Pedee (Peedee, Pee Dee, Peadea, Pidees), pleme Siouan Indijanaca sa srednjeg toka rijeke Pee Dee u Južnoj Karolini. Nestali su do ranog 19. stoljeća, a 1808. godine preostala je tek jedna polukrvna pripadnica podrijetlom od Cape Fear i Pedee Indijanaca. U novije vrijeme osnovana su dva Pedee plemena, koja vuku podrijetlo od njihovih mješanaca, to su Pee Dee Indian Tribe of South Carolina koje je država Južna Karolina priznala 27 siječnja 2006., i Pee Dee Indian Nation of Upper South Carolina, državno priznati u drugom mjesecu 2005. godine.

## Ime
Naziv Pedee nije razjašnjen. Speck (1935) navodi da bi moglo dolaziti od Catawba pi'ri, "something good," ili pak od  pi'here, "smart," "expert," "capable."

## Jezik
Nije sačuvana nijedna riječ iz pedee jezika, ali prema Swantonu postoje razlozi zbog kojih se sumnja da su članovi jezične porodice Siouan.

## Povijest
Pedee prvi spominju kolonisti iz Južne Karoline, ali o njihovoj povijesti malo je poznato. Na jednoj mapi iz 1715. godine njihovo selo ucrtano je na istočnoj obali rijeke blizu današnjeg Cherawa. Godine 1744. Pedee i Natchez Indijanci pobili su neke Catawba Indijance, pa su zbog toga protjerani sa svoje zemlje, a zaklon nalaze po naseljima kolonista. Uskoro nakon toga inkorporirat će se u Catawbe, dok ih je dio ostao živjeti u blizini bijelaca sve do negdje 1755.
Pedee populacija iznosila je 1600. oko 600. Popisom iz 1715. godine nisu posebno popisivani, nego vjerojatno zajedno s plemenima Waccamaw (kojih je izbrojeno 610) i Winyaw (106).

## Kultura
Pedee su bili sjedilački lovci i farmeri koji su negdje oko 1000. prije Krista zajedno s ostalim istočnim Siouan Indijancima prešli planine Appalachian i nastanili se u atlantskom priobalju Sjeverne Amerike. 
Kuće im bijahu kružnog oblika načinjene od kore drveta a sela podizana uz obale rijeka. Većina ovih sela imala je i parne kupelji za ritualna čišćenja. Uz uzgoj kukuruza i graha bavili su se i sakupljanjem divljeg bilja, oraha, jagoda i drugog, a lovili su i ribe, jelene i drugu manju divljač.

## Vanjske poveznice
- Pedee  Arhivirana inačica izvorne stranice od 5. siječnja 2011. (Wayback Machine)
- Pedee Indian Tribe History
- South Carolina – Indians, Native Americans – The Pee Dee